# Dalibor Stevanovič
Dalibor Stevanovič (Ljubljana, 27 september 1984) is een voormalig Sloveens profvoetballer die als middenvelder speelde. Stevanovič was lange tijd aanvoerder van Slovenië onder 21 en hij speelde ook voor het Sloveens voetbalelftal.

## Clubcarrière
Stevanovič begon zijn carrière als voetballer in zijn geboortestad bij Olimpija Ljubljana als 18-jarige in 2001. Al snel vertrok hij naar NK Domzale, waar hij uiteindelijk een basisplek veroverde. Mede door Stevanovič' inbreng met 9 doelpunten werd NK Domzale in het seizoen 2005/2006 vice-kampioen van de 1. Slovenska Nogometna Liga achter ND Gorica. De middenvelder verdiende hiermee in de winterstop een transfer naar het Spaanse Real Sociedad.
In zijn eerste halve seizoen in Spanje kwam Stevanovič tot vijftien wedstrijden, waarin hij eenmaal wist te scoren. In het degradatieseizoen van Real Sociedad 2006/2007 zou hij uiteindelijk maar één wedstrijd spelen. Om meer speeltijd te krijgen vertrok Stevanovič in de winter van het seizoen daarop op huurbasis naar Deportivo Alavés. Ook hier begon de Sloveen echter dikwijls op de bank; hij zou uiteindelijk maar drie wedstrijden voor de Baskische club. In de zomer van 2008 werd bekend dat Stevanovič zijn carrière zou voortzetten bij het Israëlische Maccabi Petach Tikva, dit eindigde echter in een fiasco. Doordat de club naliet hem zijn salaris te betalen mocht Stevanovič in januari 2009 de club transfervrij verlaten. Op 18 januari 2009 tekende Stevanovič een halfjaarcontract bij Vitesse. Op woensdag 1 april 2009 tekende Stevanovič een tweejarig contract bij Vitesse.
In 2011 stapte hij over naar Volyn Loetsk dat uitkomt in de Vysjtsja Liha. In januari 2012 tekende hij bij Śląsk Wrocław in Polen. In 2014 ging hij naar Torpedo Moskou en in 2015 naar Mordovia Saransk. In september 2016 ging hij voor het Kroatische Slaven Belupo spelen. Daarna bij het Zwitserse Servette FC Genève en in de 2018 ging hij naar Stade Nyonnais waar hij in 2020 zijn loopbaan beëindigde.
Aansluitend werd hij assistent-trainer bij FC Stade Lausanne-Ouchy.

## Statistieken
| Seizoen | Club                       | Competitie                  | Duels | Goals |
| ------- | -------------------------- | --------------------------- | ----- | ----- |
| 2001/02 | Olimpija Ljubljana         | 1. Slovenska Nogometna Liga | 0     | 0     |
| 2002/03 | NK Domžale                 | 2. Slovenska Nogometna Liga | 15    | 2     |
| 2003/04 | NK Domžale                 | 1. Slovenska Nogometna Liga | 21    | 3     |
| 2004/05 | NK Domžale                 | 1. Slovenska Nogometna Liga | 26    | 11    |
| 2005/06 | NK Domžale                 | 1. Slovenska Nogometna Liga | 15    | 9     |
| 2005/06 | Real Sociedad              | Primera División            | 15    | 1     |
| 2006/07 | Real Sociedad              | Primera División            | 1     | 0     |
| 2007/08 | Real Sociedad              | Segunda División A          | 3     | 0     |
| 2007/08 | → Deportivo Alavés (huur)  | Segunda División A          | 9     | 0     |
| 2008/09 | Maccabi Petach Tikva       | Ligat Ha'Al                 | 10    | 0     |
| 2008/09 | Vitesse                    | Eredivisie                  | 8     | 3     |
| 2009/10 | Vitesse                    | Eredivisie                  | 23    | 3     |
| 2010/11 | Vitesse                    | Eredivisie                  | 24    | 2     |
| 2011/12 | Volyn Loetsk               | Vysjtsja Liha               | 7     | 0     |
| 2011/12 | Śląsk Wrocław              | Ekstraklasa                 | 7     | 0     |
| 2012/13 | Śląsk Wrocław              | Ekstraklasa                 | 18    | 2     |
| 2013/14 | Śląsk Wrocław              | Ekstraklasa                 | 33    | 5     |
| 2014/15 | Torpedo Moskou             | Premjer-Liga                | 26    | 3     |
| 2015/16 | Mordovia Saransk           | Premjer-Liga                | 27    | 2     |
| 2016/17 | Slaven Belupo              | 1. Hrvatska Nogometna Liga  | 12    | 0     |
| 2017/18 | Servette FC                | Challenge League            | 24    | 1     |
| 2018/19 | Servette FC                | Challenge League            | 2     | 0     |
| 2018/19 | → FC Stade Nyonnais (huur) | Promotion League            | 26    | 0     |
| 2019/20 | FC Stade Nyonnais          | Promotion League            | 8     | 0     |
| Totaal  | Totaal                     | Totaal                      | 360   | 47    |

## Interlandcarrière
Stevanovič maakte zijn debuut voor het Sloveens voetbalelftal op 28 februari 2006 in de vriendschappelijke interland tegen Cyprus, die eindigde in een 1-0-overwinning voor de Slovenen. Hij viel in dat duel na 57 minuten in voor Nastja Čeh. Stevanovič scoorde sindsdien één keer voor zijn vaderland: op 14 oktober 2009 in een WK-kwalificatiewedstrijd tegen San Marino. Hij maakte deel uit van de Sloveense selectie op het wereldkampioenschap voetbal 2010 waar hij echter niet in actie kwam.

## Erelijst
NK Domžale
2. Slovenska Nogometna Liga: 2003
 Śląsk Wrocław
Ekstraklasa: 2012
Poolse Supercup: 2012